# لاري نيلسون
لاري نيلسون (بالإنجليزية: Larry Nelson)‏ هو لاعب غولف أمريكي، ولد في 10 سبتمبر 1947 في فورت باين في الولايات المتحدة.

## وصلات خارجية
- لاري نيلسون على موقع رابطة لاعبي الغولف المحترفين (الإنجليزية)
- لاري نيلسون على موقع رابطة اليابان للاعبي الغولف المحترفين (الإنجليزية)
- لاري نيلسون على موقع التصنيف العالمي الرسمي للغولف (الإنجليزية)
- لاري نيلسون على موقع قاعة ألاباما للمشاهير الرياضية (مؤرشف) (الإنجليزية)
- لاري نيلسون على موقع قاعة جورجيا للمشاهير الرياضية (مؤرشف) (الإنجليزية)
- لاري نيلسون على موقع إن إن دي بي (الإنجليزية)